# Sam Llewellyn
Sam Llewellyn född 1948, är en engelsk författare som har skrivit flera kända böcker, en del för vuxna och andra för barn. Några har översatts till svenska, bland andra Små raringar och Värsta raringar. De böckerna handlar om tre busiga barn som haft 18 nannys.

## Verk översatta till svenska
- Llewellyn, Sam; Olson Björn, Olson Ia (övers) (1989). Kappseglingen. Höganäs: Wiken. Libris 11734031. ISBN 91-7024-491-X
- Llewellyn, Sam; Wiberg Carla (övers) (2006). Små raringar. Stockholm: Rabén & Sjögren. Libris 10136494. ISBN 91-29-66491-8
- Llewellyn, Sam; Wiberg Carla (övers) (2007). Värsta raringar. Stockholm: Rabén & Sjögren. Libris 10415447. ISBN 978-91-29-66669-4
- Llewellyn, Sam; Wiberg C (öv.) Roberts David (ill.) (2008). Super-raringar. Stockholm: Rabén & Sjögren. Libris 10592187. ISBN 978-91-29-66812-4